# Cercal (Cadaval)
Cercal ist ein Ort und eine ehemalige Gemeinde im mittleren Portugal.

## Geschichte
Der älteste Fund in Cercal ist eine kleine Marabout-Grabruine aus der Endzeit der arabischen Präsenz im 12. Jahrhundert. 1602 wurde sie zur katholischen Capela de Nossa Senhora da Ajuda umgebaut. Später wurde sie aufgegeben, zur Viehhaltung genutzt, und ist heute im Privatbesitz.
Mitte des 17. Jahrhunderts wurde die heutige Gemeindekirche errichtet.
Die 1788 auf Anweisung der Königin D. Maria I. erbaute Brunnenanlage Chafariz no Cercal zeugt von einem relativen Bedeutungsgewinn des Ortes, der Standort von mindestens vier Windmühlen als Teil der wirtschaftlich bedeutenden Ansammlung von Windmühlen zur Getreideverarbeitung im Kreis Cadaval war. Heute sind nur noch die Ruinen einer der Windmühlen im Süden Cercals zu sehen.

## Verwaltung
Cercal war Sitz einer gleichnamigen Gemeinde (Freguesia) im Kreis (Concelho) von Cadaval im Distrikt Lissabon. Die Gemeinde hatte 563 Einwohner und eine Fläche von 20,33 km² (Stand 30. Juni 2011).
Folgende Ortschaften und Orte lagen in der Gemeinde:
- Casal Alto do Nascente
- Casal Fonseca
- Casal Moleiros
- Cercal
- Espinheira
- Quinta da Barrosa
- Quinta das Flores
- São Salvador

Im Zuge der administrativen Neuordnung zum 29. September 2013 wurden die Gemeinden Cercal und Lamas zur neuen Gemeinde União das Freguesias de Lamas e Cercal zusammengeschlossen.